# Premio nazionale delle Lettere Spagnole
Il premio nazionale delle Lettere Spagnole è un riconoscimento attribuito dal Ministero della Cultura della Spagna. È assegnato come riconoscimento al complesso del lavoro letterario di uno scrittore spagnolo, in qualsiasi lingua della nazione. È stato istituito nel 1984 ed attualmente ha una dotazione di 30,050.60 euro (2005).

## Albo d'oro

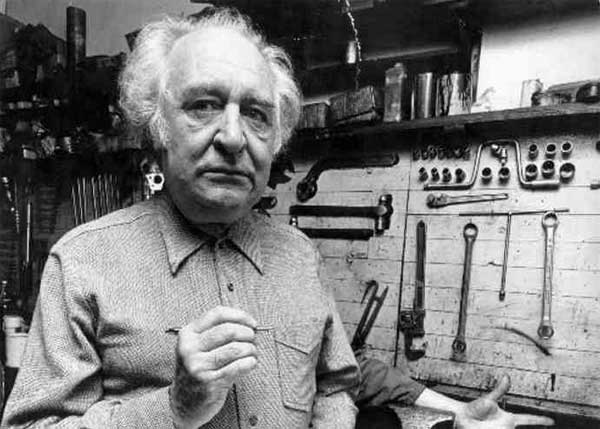
Gabriel Celaya vincitore del premio nel 1986.

- 2023 Cristina Fernández Cubas (1945)[1]
- 2022 Luis Landero (1948)[2]
- 2021 José María Merino (1941)[3]
- 2020 Luis Mateo Díez (1942)
- 2019 Bernardo Atxaga (1951)
- 2018 Francisca Aguirre (1930-2019)
- 2017 Rosa Montero (1951)
- 2016 Juan Eduardo Zúñiga (1919-2020)
- 2015 Carme Riera Guilera (1948)
- 2014 Emilio Lledó (1927)
- 2013 Luis Goytisolo (1935)
- 2012 Francisco Rodríguez Adrados (1922-2020)
- 2011 José Luis Sampedro (1917-2013)
- 2010 Josep Maria Castellet (1926-2014)
- 2009 Rafael Sánchez Ferlosio (1927-2019)
- 2008 Juan Goytisolo (1931-2017)
- 2007 Ana María Matute (1925-2014)
- 2006 Raúl Guerra Garrido (1935-2022)
- 2005 José Manuel Caballero Bonald (1926-2021)
- 2004 Félix Grande (1937-2014)
- 2003 Leopoldo de Luis (1918-2005)
- 2002 Joan Perucho (1920-2003)
- 2001 Miquel Batllori (1909-2003)
- 2000 Martín de Riquer (1914-2013)
- 1999 Francisco Brines (1932-2021)
- 1998 Pere Gimferrer (1945)
- 1997 Francisco Umbral (1932-2007)
- 1996 Antonio Buero Vallejo (1916-2000)
- 1995 Manuel Vázquez Montalbán (1939-2003)
- 1994 Carmen Martín Gaite (1925-2000)
- 1993 Carlos Bousoño (1923-2015)
- 1992 José Jiménez Lozano (1930-2020)
- 1991 Miguel Delibes (1920-2010)
- 1990 José Hierro (1922-2002)
- 1989 Joan Corominas (1905-1997)
- 1988 Francisco Ayala (1906-2009)
- 1987 Rosa Chacel (1898-1994)
- 1986 Gabriel Celaya (1911-1991)
- 1985 Julio Caro Baroja (1914-1995)
- 1984 José Vicente Foix (1893-1987)